# Saxtorps distrikt
Saxtorps distrikt är ett distrikt i Landskrona kommun och Skåne län. 
Distriktet ligger vid kusten, söder om Landskrona. 

## Tidigare administrativ tillhörighet
Distriktet inrättades 2016 och utgörs av en del av området Landskrona stad omfattade till 1971, delen som före 1967 utgjorde Saxtorps socken.
Området motsvarar den omfattning Saxtorps församling hade vid årsskiftet 1999/2000.